# 吉纳维芙·朗曼
吉纳维芙·朗曼（英語：Genevieve Longman，1995年10月2日—），澳大利亚女子水球运动员。她曾代表澳大利亚国家队参加2024年夏季奥林匹克运动会女子水球比赛，获得一枚银牌。